# Mike Pyle
Michael Wayne Pyle (nacido el 18 de septiembre de 1975) es un artista marcial mixto estadounidense que actualmente compite en la categoría de peso wélter en Ultimate Fighting Championship.

## Carrera en artes marciales mixtas

### Ultimate Fighting Championship
Pyle firmó con la UFC reemplazando a Chris Wilson, para luchar contra Brock Larson en UFC 98. Pyle tomó la lucha en apenas una semana de aviso. Pyle perdió en la primera ronda a través de sumisión.
Luego, derrotó a Chris Wilson en el UFC Fight Night: Diaz vs. Guillard por sumisión en la tercera ronda.
Pyle fue derrotado por Jake Ellenberger por TKO en la segunda ronda el 2 de enero de 2010 en el UFC 108.
Pyle derrotó a Jesse Lennox en el UFC 115 el 12 de junio de 2010. Pyle controló en gran parte la pelea y ganó a través de sumisión técnica a finales de la tercera ronda.
Pyle dio a John Hathaway su primera derrota profesional en MMA por decisión unánime el 16 de octubre de 2010 en el UFC 120, reemplazando a Dong Hyun Kim lesionado. Controló la lucha en las tres rondas y le derrotó por decisión unánime.
Pyle se enfrentó a Ricardo Almeida el 19 de marzo de 2011 en el UFC 128. Pyle ganó la pelea por decisión unánime.
Pyle enfrentó a Rory MacDonald el 6 de agosto de 2011 en UFC 133. Perdió la pelea por TKO en la primera ronda.
Pyle se esperaba que enfrentara a Paulo Thiago el 14 de enero de 2012 en UFC 142. Sin embargo, Thiago fue forzado a salir de la pelea por una lesión y fue reemplazado por Ricardo Funch. Pyle ganó el combate a través de TKO en la primera ronda.
Pyle se enfrentó a Josh Neer el 8 de junio de 2012 en UFC en FX 3. Pyle derrotó a Neer en la primera ronda por KO, ganando el premio a Knockout de la Noche.
Pyle fue emparejado contra James Head el 15 de diciembre de 2012 en The Ultimate Fighter: Team Carwin vs. Team Nelson Finale. Ganó la lucha a través de TKO en la primera ronda.
Se esperaba que Pyle enfrentara a Gunnar Nelson el 25 de mayo de 2013 en el UFC 160. Sin embargo, Nelson se retiró de la pelea por una lesión y fue reemplazado por Rick Story. Aunque fue derribado al final de la primera ronda, Pyle resistió al ataque de Story y se recuperó en la segunda ronda, llegando cerca de someter a su oponente con un kimura. En la tercera ronda Pyle llegó fuerte, aterrizando numerosos rodillazos y codos. Pyle ganó la pelea por decisión dividida.
Pyle enfrentó a Matt Brown el 17 de agosto de 2013 en UFC Fight Night 26. Brown derrotó a Pyle por nocaut en la primera ronda.
Pyle se enfrentó a TJ Waldburger el 22 de febrero de 2014 en el UFC 170. Ganó a través de TKO en la tercera ronda, después de golpear a Waldburger con dos codazos y un rodillazo.
Se esperaba que Pyle enfrentara a Demian Maia el 23 de agosto de 2014 en UFC Fight Night 49. Sin embargo, Maia se retiró de la lucha con una lesión y fue reemplazado por Jordan Mein. Perdió la pelea por TKO en la primera ronda.
Se esperaba que Pyle se enfrentara a Sean Spencer el 23 de mayo de 2015 en UFC 187. Sin embargo, el 23 de abril, Spencer se retiró de la lucha con una lesión no revelada y fue reemplazado por Colby Covington. Pyle perdió la pelea por decisión unánime.
La pelea con Spencer fue reprogramada y tuvo lugar el 6 de febrero de 2016 en UFC Fight Night 82. Pyle ganó la lucha a través de TKO en la tercera ronda. Pyle también fue premiado con su primer premio a Pelea de la Noche.
Pyle se enfrentó a Alberto Mina el 7 de julio de 2016 en UFC Fight Night 90. Perdió la pelea por nocaut en la segunda ronda.
Pyle se enfrentó a Alex García el 30 de diciembre de 2016 en el UFC 207. Perdió la pelea por KO en la primera ronda.
Se espera que Pyle se enfrente a Zak Ottow el 3 de marzo de 2018 en UFC 222.

## Campeonatos y logros
- Ultimate Fighting Championship
  - Pelea de la Noche (Una vez)
  - KO de la Noche (Una vez)
- World Extreme Cagefighting
  - Campeón de peso wélter de WEC

## Vida personal
Pyle y su novia se casaron en octubre de 2009.
Pyle interpretó el papel del Capitán Kevin Burke en la película Universal Soldier: Regeneration protagonizada por Jean-Claude Van Damme, Dolph Lundgren y su compañero de MMA Andrei Arlovski.
Pyle apareció en una pequeña parte del éxito de ventas de 2012, Hombres de negro III protagonizada por Will Smith y Tommy Lee Jones.

## Récord en artes marciales mixtas
| Resultado | Récord  | Oponente           | Método                            | Evento                                                   | Fecha                    | Ronda | Tiempo | Localización                  | Notas                                         |
| --------- | ------- | ------------------ | --------------------------------- | -------------------------------------------------------- | ------------------------ | ----- | ------ | ----------------------------- | --------------------------------------------- |
| Derrota   | 27–14–1 | Zak Ottow          | TKO (golpes)                      | UFC 222                                                  | 3 de marzo de 2018       | 1     | 2:34   | Las Vegas, Nevada             |                                               |
| Derrota   | 27–13–1 | Alex García        | KO (golpe)                        | UFC 207                                                  | 30 de diciembre de 2016  | 1     | 3:34   | Las Vegas, Nevada             |                                               |
| Derrota   | 27–12–1 | Alberto Mina       | TKO (rodillazo volador y golpes)  | UFC Fight Night: dos Anjos vs. Álvarez                   | 7 de julio de 2016       | 2     | 1:17   | Las Vegas, Nevada             |                                               |
| Victoria  | 27–11–1 | Sean Spencer       | TKO (codazos y rodillazos)        | UFC Fight Night: Hendricks vs. Thompson                  | 6 de febrero de 2016     | 3     | 4:25   | Las Vegas, Nevada             | Pelea de la Noche.                            |
| Derrota   | 26–11–1 | Colby Covington    | Decisión (unánime)                | UFC 187                                                  | 23 de mayo de 2015       | 3     | 5:00   | Las Vegas, Nevada             |                                               |
| Derrota   | 26–10–1 | Jordan Mein        | TKO (golpes)                      | UFC Fight Night: Henderson vs. dos Anjos                 | 23 de agosto de 2014     | 1     | 1:12   | Tulsa, Oklahoma               |                                               |
| Victoria  | 26–9–1  | TJ Waldburger      | TKO (codazos y golpes)            | UFC 170                                                  | 22 de febrero de 2014    | 3     | 4:03   | Las Vegas, Nevada             |                                               |
| Derrota   | 25–9–1  | Matt Brown         | KO (golpes)                       | UFC Fight Night: Shogun vs. Sonnen                       | 17 de agosto de 2013     | 1     | 0:29   | Boston, Massachusetts         |                                               |
| Victoria  | 25–8–1  | Rick Story         | Decisión (dividida)               | UFC 160                                                  | 25 de mayo de 2013       | 3     | 5:00   | Las Vegas, Nevada             |                                               |
| Victoria  | 24–8–1  | James Head         | TKO (rodillazos y golpes)         | The Ultimate Fighter: Team Carwin vs. Team Nelson Finale | 15 de diciembre de 2012  | 1     | 1:55   | Las Vegas, Nevada             |                                               |
| Victoria  | 23–8–1  | Josh Neer          | KO (golpe)                        | UFC on FX: Johnson vs. McCall                            | 8 de junio de 2012       | 1     | 4:56   | Sunrise, Florida              | KO de la Noche.                               |
| Victoria  | 22–8–1  | Ricardo Funch      | TKO (rodillazos y golpes)         | UFC 142                                                  | 14 de enero de 2012      | 1     | 1:22   | Río de Janeiro                |                                               |
| Derrota   | 21–8–1  | Rory MacDonald     | TKO (golpes)                      | UFC 133                                                  | 6 de agosto de 2011      | 1     | 3:54   | Filadelfia, Pensilvania       |                                               |
| Victoria  | 21–7–1  | Ricardo Almeida    | Decisión (unánime)                | UFC 128                                                  | 19 de marzo de 2011      | 3     | 5:00   | Newark, Nueva Jersey          |                                               |
| Victoria  | 20–7–1  | John Hathaway      | Decisión (unánime)                | UFC 120                                                  | 16 de octubre de 2010    | 3     | 5:00   | Londres                       |                                               |
| Victoria  | 19–7–1  | Jesse Lennox       | Sumisión técnica (triangle choke) | UFC 115                                                  | 14 de mayo de 2016       | 3     | 4:44   | Vancouver, Columbia Británica |                                               |
| Derrota   | 18–7–1  | Jake Ellenberger   | TKO (golpes)                      | UFC 108                                                  | 2 de enero de 2010       | 2     | 0:22   | Las Vegas, Nevada             |                                               |
| Victoria  | 18–6–1  | Chris Wilson       | Sumisión (guillotine choke)       | UFC Fight Night: Diaz vs. Guillard                       | 16 de septiembre de 2009 | 3     | 2:15   | Oklahoma City, Oklahoma       |                                               |
| Derrota   | 17–6–1  | Brock Larson       | Sumisión (arm triangle choke)     | UFC 98                                                   | 23 de mayo de 2009       | 1     | 3:06   | Las Vegas, Nevada             |                                               |
| Victoria  | 17–5–1  | Brian Gassaway     | Sumisión (armbar)                 | SuperFights MMA: Night of Combat 2                       | 11 de octubre de 2008    | 1     | 4:21   | Las Vegas, Nevada             |                                               |
| Victoria  | 16–5–1  | J. J. Ambrose      | Sumisión (rear naked choke)       | Affliction: Banned                                       | 19 de julio de 2008      | 1     | 2:51   | Anaheim, California           |                                               |
| Victoria  | 15–5–1  | Dan Hornbuckle     | Sumisión (triangle choke)         | World Victory Road Presents: Sengoku 2                   | 18 de mayo de 2008       | 1     | 4:52   | Tokio                         |                                               |
| Victoria  | 14–5–1  | Damir Mirenic      | Sumisión (kimura)                 | HCF: Destiny                                             | 1 de febrero de 2008     | 2     | 1:24   | Calgary, Alberta              |                                               |
| Derrota   | 13–5–1  | Jake Shields       | Sumisión (rear naked choke)       | EliteXC: Renegade                                        | 10 de noviembre de 2007  | 1     | 3:39   | Corpus Christi, Texas         |                                               |
| Victoria  | 13–4–1  | Aaron Wetherspoon  | Decisión (unánime)                | Strikeforce: Shamrock vs. Baroni                         | 22 de junio de 2007      | 3     | 5:00   | San José, California          |                                               |
| Victoria  | 12–4–1  | Ross Ebañez        | Sumisión (rear naked choke)       | EliteXC: Destiny                                         | 10 de febrero de 2007    | 1     | 1:55   | Southaven, Misisipi           |                                               |
| Derrota   | 11–4–1  | Matt Horwich       | Sumisión (rear naked choke)       | IFL: World Championship Semifinals                       | 2 de noviembre de 2006   | 2     | 1:02   | Portland, Oregón              |                                               |
| Victoria  | 11–3–1  | John Cole          | Sumisión técnica (guillotina)     | IFL: Portland                                            | 9 de septiembre de 2006  | 1     | 0:17   | Portland, Oregón              |                                               |
| Derrota   | 10–3–1  | Rory Markham       | KO (golpe)                        | IFL: Legends Championship 2006                           | 29 de abril de 2006      | 1     | 0:44   | Atlantic City, Nueva Jersey   |                                               |
| Victoria  | 10–2–1  | Gustavo Machado    | TKO (golpes)                      | GFC: Team Gracie vs. Team Hammer House                   | 3 de marzo de 2006       | 1     | 1:20   | Columbus, Ohio                |                                               |
| Victoria  | 9–2–1   | Shonie Carter      | Sumisión (triangle choke)         | WEC 18                                                   | 13 de enero de 2006      | 1     | 2:06   | Lemoore, California           | Defendió el campeonato de peso wélter de WEC. |
| Victoria  | 8–2–1   | Bret Bergmark      | Sumisión (triangle choke)         | WEC 17                                                   | 14 de octubre de 2005    | 1     | 3:36   | Lemoore, California           | Ganó el campeonato de peso wélter de WEC.     |
| Victoria  | 7–2–1   | Tony Sanza         | Sumisión (rear naked choke)       | SportFight 12                                            | 16 de septiembre de 2005 | 1     | 1:06   | Portland, Oregón              |                                               |
| Victoria  | 6–2–1   | Damian Hatch       | Sumisión (rear naked choke)       | SportFight 10                                            | 28 de mayo de 2005       | 1     | 2:07   | Gresham, Oregón               |                                               |
| Victoria  | 5–2–1   | Patrick Suhl       | KO (golpes)                       | Viking Fight 5                                           | 2 de mayo de 2004        | 1     | 1:31   | Copenhague                    |                                               |
| Victoria  | 4–2–1   | Petras Markevicius | Sumisión (triangle choke)         | Viking Fight 5                                           | 2 de mayo de 2004        | 2     | 0:55   | Copenhague                    |                                               |
| Victoria  | 3–2–1   | Arschak Dahabagian | Sumisión (triangle choke)         | Viking Fight 4                                           | 1 de febrero de 2004     | 2     | 3:39   | Copenhague                    |                                               |
| Derrota   | 2–2–1   | Valdas Pocevicius  | Sumisión (guillotine choke)       | Shooto                                                   | 14 de noviembre de 2003  | 1     | 3:37   | Vilnius                       |                                               |
| Empate    | 2–1–1   | Andrei Semenov     | Empate                            | M-1 MFC: Russia vs. the World 5                          | 6 de abril de 2003       | 1     | 10:00  | San Petersburgo               |                                               |
| Victoria  | 2–1     | Daan Kooiman       | Sumisión (rear naked choke)       | Viking Fight 3                                           | 15 de febrero de 2003    | 1     | 0:49   | Aarhus                        |                                               |
| Victoria  | 1–1     | Jon Fitch          | Sumisión (rear naked choke)       | Revolution Fighting Championship 1                       | 13 de julio de 2002      | 1     | 2:35   | Las Vegas, Nevada             |                                               |
| Derrota   | 0–1     | Quinton Jackson    | Decisión (unánime)                | ISCF: Memphis                                            | 13 de noviembre de 1999  | 3     | 5:00   | Memphis, Tennessee            |                                               |